# Pico Posets
Posets (arag. Tuca Llardana) – drugi pod względem wysokości szczyt Pirenejów, po Aneto. Znajduje się w hiszpańskiej prowincji Huesca.
Pierwszego wejścia na szczyt dokonał H. Halkett 6 sierpnia 1856 r.